# Eddie the Head
Eddie (também conhecido como Eddie the Head) é o mascote da banda de heavy metal Iron Maiden. Ele é um elemento permanente na arte de divulgação do grupo, aparecendo em todas as capas de seus álbuns de estúdio (assim como na maioria de seus singles) e em seus produtos, que incluem camisetas, pôsteres e action figures. Além de tudo isso, Eddie está presente em todos os shows da banda, bem como em jogos eletrônicos como no jogo de tiro em primeira pessoa, Ed Hunter e no jogo de mobile, Iron Maiden: Legacy of the Beast. Derek Riggs se baseou em uma propaganda de guerra publicada durante a Guerra do Vietnã para  desenhar sua primeira versão.
Originalmente uma máscara de papel machê usada no cenário do palco do Iron Maiden de uma carriola posicionada sob a bateria nas apresentações, que por tubos soltava sangue falso (tinta vermelha) pelo nariz, sujando todo o cabelo do baterista Doug Sampson. A máscara foi batizada de "Eddie, a Cabeça" (Eddie the Head) e acabou se transformando no mascote da banda. Acabaria ganhando um corpo somente a partir da capa dos primeiros compactos. A banda transferiu o nome "Eddie" da máscara para uma ilustração de Derek Riggs, que foi usada como capa do álbum de estreia da banda. Embora ele seja ocasionalmente descrito como "semelhante a um zumbi" ou "morto-vivo" na imprensa, Eddie assume uma aparência diferente em relação aos temas de álbuns e suas turnês mundiais correspondentes, e já apareceu como um cyborg, uma múmia egípcia, um paciente mental lobotomizado, entre outros.
Uma curiosidade é que o personagem do jogo Brütal Legend, Eddie Riggs, tem seu primeiro nome em homenagem ao mascote, e o sobrenome em homenagem ao seu criador (Derek Riggs).

## Origem
Eddie surgiu de uma ideia muito simples de um cenógrafo chamado Dave Beasly que gostava de usar sucata em seus trabalhos. A cenografia de Beasly recorria ao uso de aparelhos eletrodomésticos quebrados, partes da lataria de automóveis, chapas plásticas e metálicas, furadas e recortadas, lâmpadas, vidros etc. De início, Eddie ainda não tinha nome e era apenas uma cabeça gigante, monstruosa e metálica, montada num canto do palco de um dos primeiros shows dos Iron Maiden. A peça havia sido construída por um aluno de uma escola de arte e Dave Beasly a instalou sobre um suporte metálico, fazendo com que ela parecesse animada, usando luzes e sangue falso, bombeando através dos orifícios da carranca. Nos espectáculos seguintes, o cenário mudava, porém a grande cabeça metálica estava sempre presente e cada vez com maior destaque.
Steve Harris disse que nome vem do fato de que no pesado sotaque londrino dos músicos, descrever a cabeça, "head", soava como "'Ead", adaptado a Eddie. Dave Murray disse que "Ed, A Cabeça" vem de uma antiga piada inglesa:
| “ | Eddie tinha nascido sem corpo, braços e pernas. Só tinha a cabeça. Mas tirando esse problema de nascimento seus pais o amavam muito. No seu décimo sexto aniversário eles foram a um médico que lhes disse que poderia dar um corpo ao garoto. Os pais ficaram malucos com a novidade porque seu filho poderia finalmente ser uma pessoa normal. Eles voltaram para casa e falaram para Eddie: "Nós temos uma surpresa para você. É o melhor presente do mundo!" ao que Eddie diz: "Ah, não a porra de outro boné!". | ” |

A aparência de Ed foi criada por  Derek Riggs, no single "Running Free", como um zumbi maligno e bem fino. Com o sucesso do personagem ele acabou sendo a capa do primeiro álbum da banda, Iron Maiden.
A partir dai Eddie acabou virando o mascote da banda, aparecendo em todos álbuns, shows e ganhando personalidade própria.

## Cultura popular
Eddie é o o mascote da Força Jovem do Vasco. Os fãs da banda, que também eram torcedores do time, estamparam em uma de suas bandeiras da Força Jovem a imagem de Eddie, que era capa do álbum The Number Of The Beast.
"Muito se especulou a respeito de um possível "processo" movido pelos representantes dos direitos da banda Iron Maiden no Brasil, afinal a Força Jovem estava usando a imagem de Eddie, que é uma marca do grupo. Ao contrário disso, os integrantes do grupo se sentiram honrados por verem a imagem de seu mascote associado a uma torcida de um time de futebol, já que seu fundador, Steve Harris, é um fã declarado do esporte e admirador incondicional do futebol brasileiro. Como reconhecimento do carinho da torcida, em uma visita ao país para divulgação do disco The X Factor, a banda presenteou a Força Jovem com um "troféu" com Eddie em uma cadeira elétrica (que é como o mascote aparece na capa do álbum)".
Eddie também é usado pelo grupo paramilitar Associação de Defesa do Ulster, da Irlanda do Norte, que pinta o Eddie-soldado de "The Trooper" carregando uma bandeira com o logo do grupo em vez da Union Jack em murais.

## Artistas
- Derek Riggs criou Eddie, que tinha sido antes considerado para uma banda punk.[7] Criou a arte de todos os álbuns, singles e outro merchandising do Iron Maiden com Eddie relacionada de 1980 a 1992, e criações esporádicas desde então. O último álbum de estúdio com um Eddie de Riggs foi Brave New World (2000), desde então fez apenas arte promocional e a coletânea Somewhere Back in Time.
- Melvyn Grant foi o primeiro artista a criar um Eddie oficial depois de Riggs, com o álbum Fear of the Dark (1992).[8] Fez a capa de mais dois discos de estúdio, Virtual XI (1998),[9] e The Final Frontier (2010),[10] mais o disco ao vivo Death on the Road, o single "The Reincarnation of Benjamin Breeg",[11] e a coletânea From Fear to Eternity.[12]
- Mark Wilkinson desenhou um Eddie morcego para a turnê de 1992 do Monsters of Rock, e essa capa apareceu no relançamento de 1998 do álbum ao vivo Live at Donington. Wilkinson também fez capas para os singles "The Wicker Man" e "Out of the Silent Planet", e o disco Best of the 'B' Sides,[13] além de fazer também a capa do mais recente disco de estúdio, The Book of Souls (2015).
- Hugh Syme criou o primeiro Eddie digital, em The X Factor (1995) e singles relacionados.
- Tom Adams criou a capa da coletânea Edward the Great, com Eddie como um rei.
- Embora não creditado no disco original, David Patchett fez o Eddie ceifador da capa de Dance of Death (2003).[12]
- O quadrinista Tim Bradstreet fez a capa de A Matter of Life and Death (2006).
- Anthony Dry fez as capas no estilo quadrinho dos singles "El Dorado" e "The Final Frontier".